# Malabarspenatväxter
Malabarspenatväxter (Basellaceae) är en liten växtfamilj som består av omkring 25 arter indelade i fyra släkten. Malabarspenatväxterna är örtartade och fleråriga. Några av dem är slingerväxter. De är hemmahörande i tropiska områden i Afrika, Amerika och Asien.
Några arter är ekonomiskt betydelsefulla, bland annat grönsakerna malabarspenat (Basella alba) och ulluko (Ullucus tuberosus).

## Släkten
- Anredera (madeirarankor)
- Basella (malabarspenater)
- Tournonia
- Ullucus (ullukor)